# وولتورینو
وولتورینو (به ایتالیایی: Volturino) یک کومونه در ایتالیا است که در استان فوجا واقع شده‌است.

## خصوصیات
وولتورینو ۵۸٫۰۱ کیلومترمربع مساحت و ۱٬۹۵۳ نفر جمعیت دارد و ۷۳۵ متر بالاتر از سطح دریا واقع شده‌است.